# Грязнуха (приток Большого Карамана)
Грязнуха — река в Саратовской области России. Устье реки — 39 км по правому берегу реки Большой Караман. Длина — 31 км, площадь водосборного бассейна — 203 км².
Уровень реки в реке поддерживается плотинами. Протекает по территории Советского и Энгельсского районов. На реке расположен посёлок Овражный.

## Данные водного реестра
По данным государственного водного реестра России относится к Нижневолжскому бассейновому округу, водохозяйственный участок реки — Большой Караман от истока и до устья. Речной бассейн реки — Волга от верхнего Куйбышевского водохранилища до впадения в Каспий.
Код водного объекта в государственном водном реестре — 11010001812112100010258.